# 坂本比叡山口站
坂本比叡山口站（日语：／ Sakamoto-Hieizanguchi eki */?）是位於日本滋賀縣大津市坂本，屬於京阪電氣鐵道石山坂本線的停留場。此站是京阪所有車站當中位置最北的車站。車站編號是OT21。

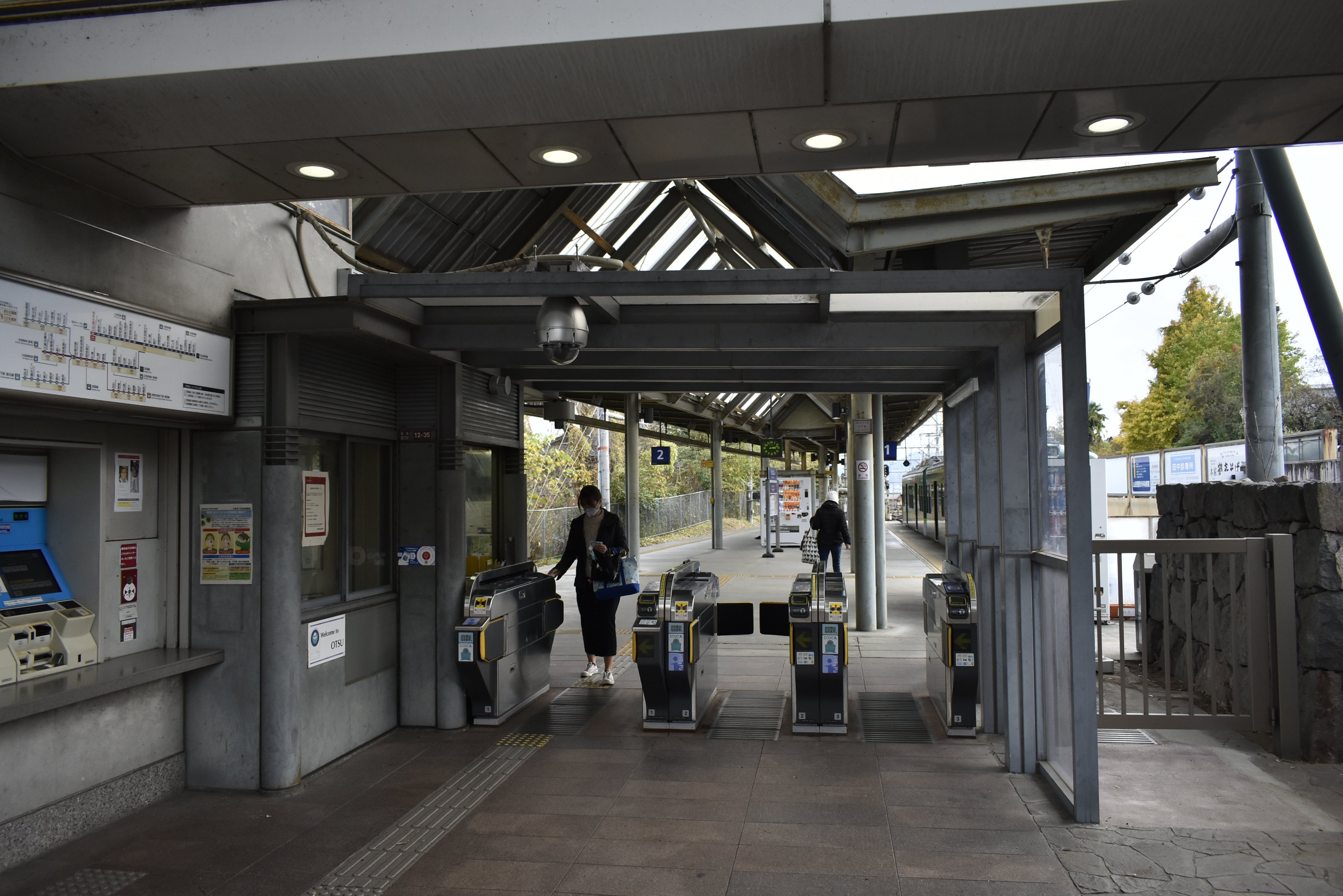
驗票閘口（2020年11月）

## 車站構造

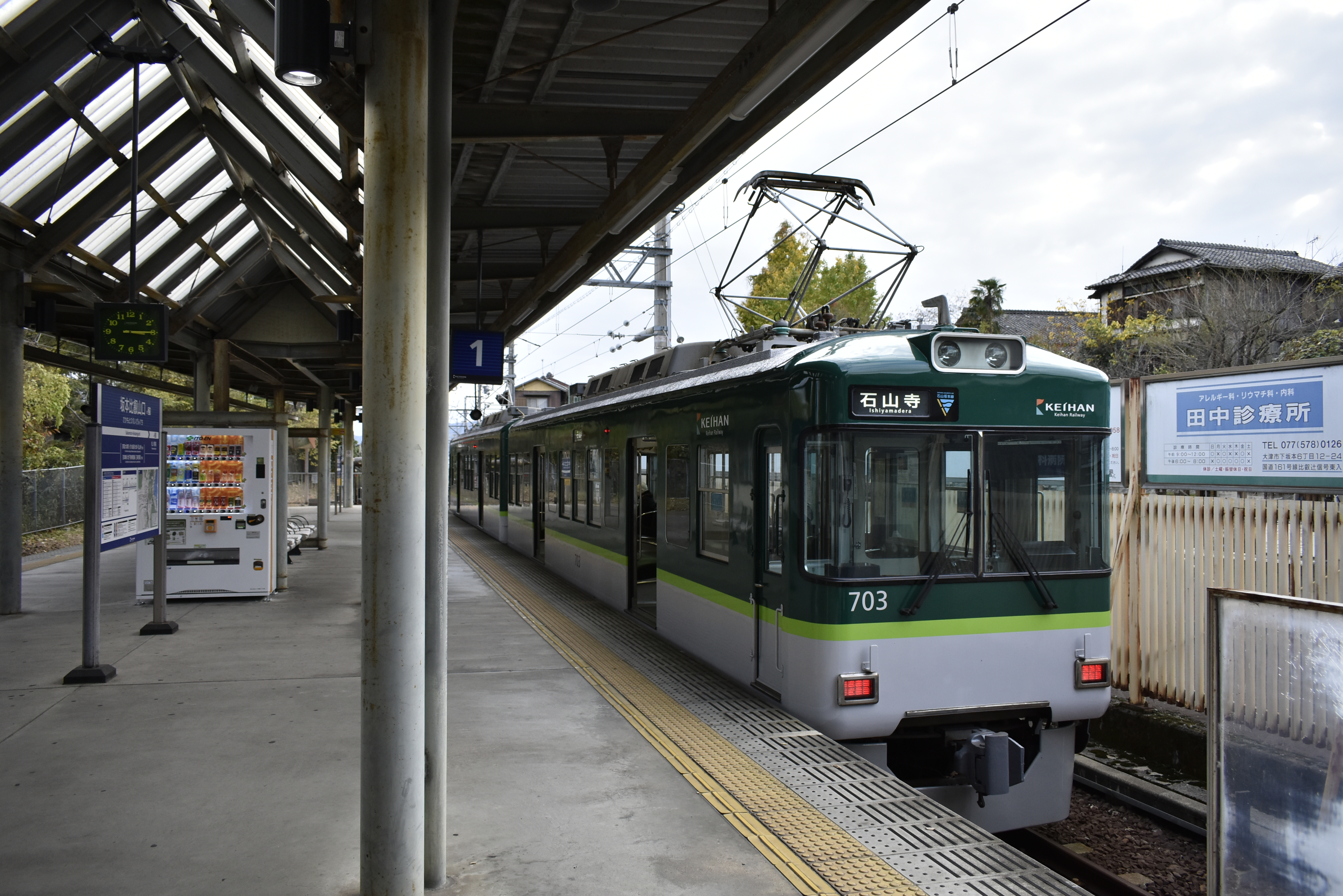
月台（2020年11月）

本站為擁有港灣式月台1面2線的地面車站。站房（驗票閘口）位於月台頭端部分，並引入自動閘機。

### 月台配置
| 月台 | 路線        | 目的地                   |
| ---- | ----------- | ------------------------ |
| 1、2 | ▼石山坂本線 | 琵琶湖濱大津、石山寺方向 |

## 相鄰車站
京阪電氣鐵道
▼石山坂本線
松之馬場（OT20）－坂本比叡山口（OT21）

## 外部連結
- 坂本比叡山口 - 京阪電氣鐵道